# Monts-de-Randon
Monts-de-Randon ist eine französische Gemeinde mit 1.209 Einwohnern (Stand: 1. Januar 2022) im Département Lozère in der Region Okzitanien. Sie gehört zum Arrondissement Mende und zum Kantonen Saint-Alban-sur-Limagnole.
Sie entstand als Commune nouvelle mit Wirkung vom 1. Januar 2019 durch die Zusammenlegung der bisherigen Gemeinden Estables, Rieutort-de-Randon, Saint-Amans, Servières und La Villedieu, die alle in der neuen Gemeinde den Status einer Commune déléguée haben. Der Verwaltungssitz befindet sich im Ort Rieutort-de-Randon.

## Gliederung
| Ortsteil                             | ehemaliger INSEE-Code | Fläche (km²) | Einwohnerzahl zum 1. Januar 2022 |
| ------------------------------------ | --------------------- | ------------ | -------------------------------- |
| Rieutort-de-Randon (Verwaltungssitz) | 48127                 | 62,34        | 723                              |
| Estables                             | 48057                 | 32,89        | 149                              |
| Saint-Amans                          | 48133                 | 09,98        | 170                              |
| Servières                            | 48189                 | 19,38        | 133                              |
| La Villedieu                         | 48197                 | 22,79        | 034                              |

## Geografie
Die Gemeinde liegt im südlichen Zentralmassiv, rund 15 Kilometer nördlich von Mende, in der Landschaft Margeride. Der Fluss Truyère entspringt im Gemeindegebiet. Nachbargemeinden sind Saint-Denis-en-Margeride im Norden, La Panouse im Nordosten, Saint-Sauveur-de-Ginestoux und Arzenc-de-Randon im Osten, Le Born im Südosten, Chastel-Nouvel und Mende im Süden, Barjac und Gabrias im Südwesten, Lachamp-Ribennes und Saint-Gal im Westen sowie Les Laubies im Nordwesten.